# Jose Slaughter
Jose Dan Slaughter (Los Ángeles, California, 9 de septiembre de 1960) es un exjugador de baloncesto estadounidense que jugó una temporada en la NBA, y posteriormente desarrolló el resto de su carrera deportiva en ligas menores, principalmente en la CBA. Con 1,96 metros de estatura, jugaba en la posición de escolta.

## Trayectoria deportiva

### Universidad
Jugó durante cuatro temporadas con los Pilots de la Universidad de Portland, en las que promedió 17,6  puntos, 5,3 rebotes y 2,6 asistencias por partido. Mantiene en la actualidad los récords históricos de su universidad de  mejor anotador en una temporada, con los 21,2 puntos por partido conseguidos en 1981, y el de más puntos totales en una carrera, con 1.940. En sus dos últimas temporadas fue incluido en el mejor quinteto de la West Coast Conference.

### Profesional
Fue elegido en la cuadragésimo tercera posición del Draft de la NBA de 1982 por Indiana Pacers, donde jugó una temporada en la que promedió 3,6 puntos y 1,1 rebotes por partido. Tras ser despedido, fichó al año siguiente por San Antonio Spurs, pero fue despedido antes del comienzo de la temporada.
El resto de su carrera transcurrió en ligas menores como la WBL o la CBA.

## Estadísticas de su carrera en la NBA

### Temporada regular
| Temporada | Edad | Equipo         | Liga | P  | TIT | MIN | TC  | TCA | %TC  | 3P  | 3PA | %3P  | TL  | TLA | %TL  | R.OF. | R.DEF. | REB | ASIS | ROB | TAP | PER | FP  | PTS |
| 1982-83   | 22   | Indiana Pacers | NBA  | 63 | 1   | 8.2 | 1.4 | 3.8 | .374 | 0.1 | 0.7 | .220 | 0.6 | 0.9 | .644 | 0.5   | 0.5    | 1.1 | 0.8  | 0.6 | 0.1 | 0.7 | 1.5 | 3.6 |
| Total     |      |                | NBA  | 63 | 1   | 8.2 | 1.4 | 3.8 | .374 | 0.1 | 0.7 | .220 | 0.6 | 0.9 | .644 | 0.5   | 0.5    | 1.1 | 0.8  | 0.6 | 0.1 | 0.7 | 1.5 | 3.6 |